# Corps sonore
On appelle corps sonore tout objet ou partie d'objet pouvant être mis directement, ou indirectement, en vibration pour produire un son :
- corde ;
- idiophone ;
- membrane ;
- cloche ;
- indirectement : caisse de résonance ;
- indirectement : table d'harmonie ;

Un corps sonore peut se décrire par ses qualités physiques.